# 八幡宿

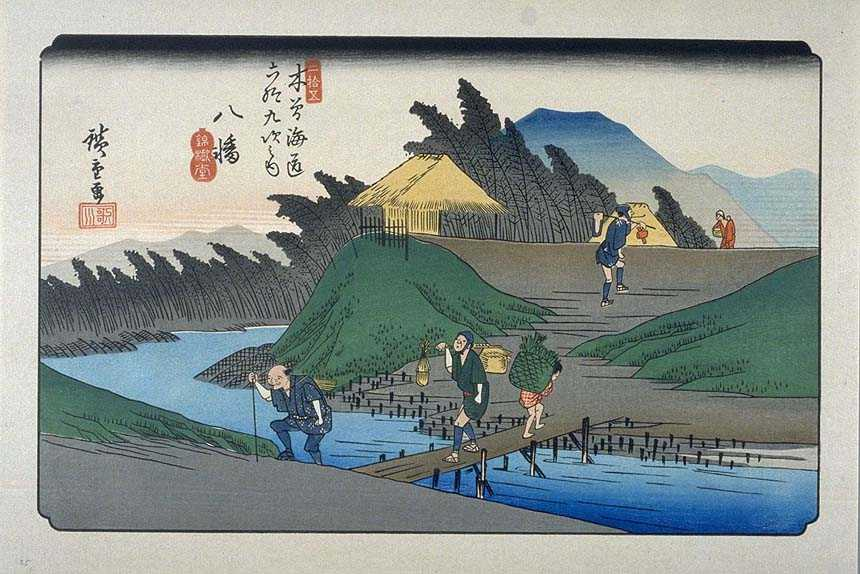
木曽海道六十九次 八幡（歌川広重画）

八幡宿（やわたしゅく）は、中山道六十九次のうち江戸から数えて二十四番目の宿場である。
現在の長野県佐久市八幡。千曲川の西岸にあたり、対岸の塩名田宿との距離は1里もないが、川止めになったときの待機地として、また千曲川沿いの米の集散地として江戸時代初期の慶長年間に整備された宿場である。

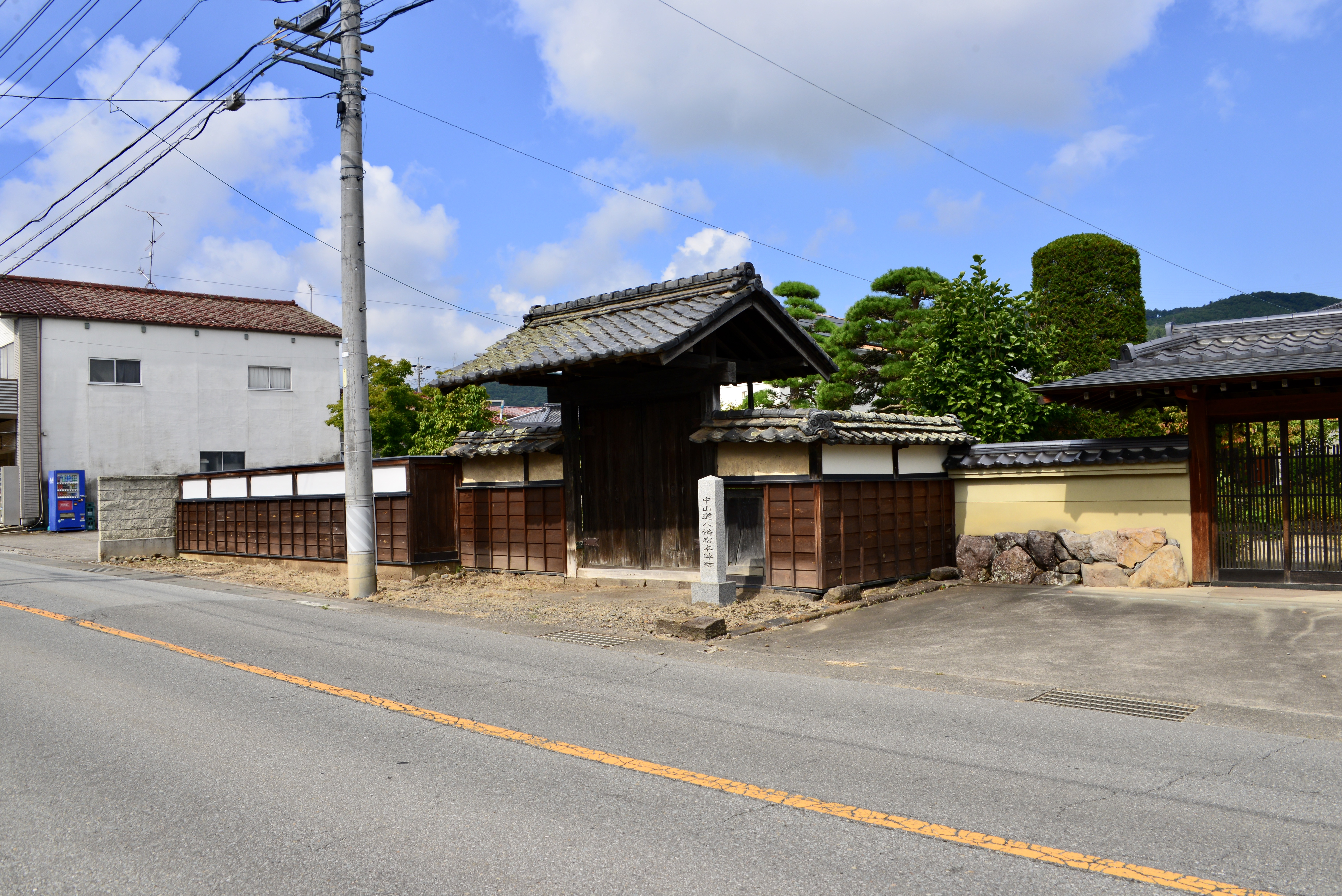
八幡宿本陣跡

## 特徴
天保14年（1843年）の『中山道宿村大概帳』によれば、八幡宿の宿内家数は719軒、うち本陣1軒、脇本陣4軒、旅籠3軒で宿内人口は719人であった。

## 最寄り駅
- JR北陸新幹線・小海線 佐久平駅から車20分

## 隣の宿
中山道
塩名田宿 - 八幡宿 - 望月宿